# Francis Doyle
Francis Hastings Charles Doyle, född 22 augusti 1810, död 1888, var en brittisk poet.
Doyle var professor i diktkonst i Oxford 1867-1877. Bland hans medryckande arbeten märks The loss of the Birkenhead och The private of the buffs. 1869 utgav han Lectures on poetry.